# Хосе Луїс Норієга
Хосе Луїс Норієга (ісп. José Luis Noriega; нар. 14 вересня 1969) — колишній перуанський тенісист.
Найвищу одиночну позицію світового рейтингу — 161 місце досяг 22 серпня 1994, парну — 500 місце — 7 червня 1993 року.

## Титули на челленджерах

### Одиночний розряд: (1)
| Ранг | Рік  | Турнір                      | Покриття | Суперник         | Рахунок       |
| ---- | ---- | --------------------------- | -------- | ---------------- | ------------- |
| 1.   | 1993 | Котія (Сан-Паулу), Бразилія | Тверде   | Даніло Марселіно | 3–6, 7–6, 6–1 |